# Effie Shannon
Effie Shannon (13 de mayo de 1867 – 24 de julio de 1954) fue una actriz teatral y cinematográfica de nacionalidad estadounidense, activa en la época del cine mudo.

## Biografía
Nacida en Cambridge, Massachusetts, la carrera de Shannon se extendió a lo largo de 60 años, actuando como protagonista en sus inicios, y como actriz de carácter más adelante. Como actriz infantil trabajó junto a John Edward McCullough, y en 1886 coincidió en la escena con Robert B. Mantell. Su compañero de trabajo y/o marido fue Herbert Kelcey, que falleció en 1917. Ellos actuaron juntos en numerosas obras, adelantando en una generación a los famosos Alfred Lunt y Lynn Fontanne como equipo romántico del circuito de Broadway. 
Shannon actuó en 1914, junto a Kelcey, en su primer film mudo. Rodaron una cinta más en 1916, antes de fallecer él en 1917. Shannon siguió actuando en el cine mudo, así como en los primeros años del cine sonoro, hasta 1932, a la vez que continuaba con sus interpretaciones en Broadway. Uno de sus últimos papeles tuvo lugar en una representación de la obra Arsénico y encaje antiguo.
Elfie Shannon falleció en 1954 en Bay Shore, Nueva York. Fue enterrada en el Cementerio Saint Anns, en Sayville, Nueva York.

## Filmografía
- After the Ball (1914)
- The Sphinx (1916)
- Her Boy (1918)
- Ashes of Love (1918)
- The Common Cause (1919)
- Mama's Affair (1921)
- Sure-Fire Flint (1922)
- The Man Who Played God (1922)
- Secrets of Paris (1923)
- The Tie That Binds (1923)
- Jacqueline, or Blazing Barriers (1923)
- Bright Lights of Broadway (1923)
- Roulette (1924)
- Damaged Hearts (1924)
- The Side Show of Life (1924)
- Sinners In Heaven (1924)
- Soul-Fire (1925)
- Sally, la hija del circo (1925)
- Wandering Fires (1925)
- The New Commandment (1925)
- Pearl of Love (1925)
- The Highbinders (1926)
- Highlowbrow (1929)
- The Wiser Sex (1932)